# Rudolf Toman (germanista)
Rudolf Toman (26. března 1918 Vídeň – 5. prosince 2006) byl český germanista a překladatel z němčiny.

## Život
Germanistiku studoval v letech 1936 až 1937 na univerzitě ve Vídni a poté v letech 1937 až 1939 na Univerzitě Karlově. Po válce v letech 1975 až 1950 vyučoval němčinu na středních školách. Od roku 1951 působil na Filozofické fakultě Univerzity Karlovy jako odborný asistent v oboru dějin německé literatury.
Věnoval se především překladům německé a rakouské prózy 19. a 20. století, byl rovněž autorem učebnice němčiny pro gymnázia.